# Petra de Macedònia
Petra (Πέτρα) és una localitat grega situada a la perifèria de la regió de Macedònia Central. La seva situació correspon al fus horari +2 hores sobre el GMT. Posseeix 6.246 habitants segons el cens del 2001.
Amb la reforma administrativa coneguda amb el nom de Kallikratis que va entrar en vigor el gener de 2011, Petra va perdre la municipalitat i actualment és una localitat inclosa dins el municipi de Katerini.
Es troba als peus del la zona muntanyenca delimitada entre l'Olimp al sud i els Pieria al nord. Antigament Petra tenia una grand importància militar per ser un punt de control de la zona de pas que comunicava Tessàlia amb la Macedònia central.